# トヨタアカウンティングサービス
株式会社トヨタアカウンティングサービス（英: TOYOTA ACCOUNTING SERVICE CO.、TASC）は、愛知県名古屋市中村区に本社を置く経理専門のコンサルティング、アウトソーシング、人材派遣・紹介会社。

## 概要
1999年（平成11年）トヨタ自動車の100%子会社として設立。2000年（平成12年）、金融持株会社であるトヨタファイナンシャルサービスの設立に伴い同社の傘下となったが、2009年（平成21年）12月22日、トヨタ自動車がトヨタアカウンティングサービスとの連携強化のため全株式を取得し、トヨタファイナンシャルサービスグループから離脱した。

## かつての関連会社
- トヨタファイナンス株式会社
- トヨタファイナンシャルサービス証券株式会社
- トヨタアセットマネジメント株式会社